# Encyklopedia do krajoznawstwa Galicji
Encyklopedia do krajoznawstwa Galicji – polska encyklopedia historyczno-geograficzna autorstwa Antoniego Schneidera.
Encyklopedia była efektem wielu lat pracy Schneidra, nie udało mu się jej jednak ukończyć. Początkowo pozyskał jedynie 66 prenumeratorów, dzięki czemu w 1868 roku wydrukował pierwszy zeszyt, później dzięki staraniom Antoniego Małeckiego, Alfreda Młockiego i Henryka Strzeleckiego otrzymał subwencję sejmową i pensję, co umożliwiło mu kontynuowanie prac. Mimo to opublikował zaledwie dwa tomy, obejmujące litery A i B (tom drugi kończy się na miejscowości Balin). Pierwszy, złożony z pięciu zeszytów, ukazał się we Lwowie w latach 1868–1871, drugi – tamże w latach 1873–1874.
Dzieło zostało bardzo krytycznie ocenione przez Stanisława Kunasiewicza, który w 1871 roku opublikował obszerną recenzję.